# 퍼펙트 10 대 아마존닷컴 사건
퍼펙트 10 대 아마존닷컴 사건(Perfect 10, Inc. v. Amazon.com, Inc., 508 F.3d 1146 (9th Cir., 2007))은 아마존닷컴과 구글에 대한 잡지 출판사 퍼펙트 10(Perfect 10, Inc.)의 저작권 침해 소송과 관련된 미국 제9순회 항소 법원의 사건이었다. 법원은 이미지 검색 엔진에 사용하기 위해 원본 이미지를 프레이밍하고 하이퍼링크하는 것은 그 사용이 매우 변형적이기 때문에 퍼펙트 10의 이미지에 대한 공정한 사용을 구성한다고 판결했다. 따라서 원본 이미지에 대한 잡지의 저작권 소유권을 침해하지 않는다.
이 사건은 구글을 상대로 한 소송으로 시작되었으며, 순회 법원 심리에서 아마존이 또 다른 피고로 추가되었다. 아마존이 구글에서 얻은 썸네일 이미지를 사용했기 때문이다.